# Milon-la-Chapelle
Milon-la-Chapelle är en kommun i departementet Yvelines i regionen Île-de-France i norra Frankrike. Kommunen ligger i kantonen Chevreuse som tillhör arrondissementet Rambouillet. År 2022 hade Milon-la-Chapelle 292 invånare.

## Befolkningsutveckling
Antalet invånare i kommunen Milon-la-Chapelle
| Referens: INSEE |